# Connie Lester
Samuel Conrad „Connie“ Lester (* 12. Juni 1931 in Roselle (New Jersey); † 20. August 2019 in Edison (New Jersey)) war ein US-amerikanischer Jazzmusiker (Tenor, Alt- und Sopransaxophon, auch Piano, Klarinette), der ein Veteran der Jazzszene Newarks war.

## Leben und Wirken
Lester war größtenteils Autodidakt als Musiker, lernte aber zunächst während seiner Grundschulzeit Klarinette und Saxophon. Zu seinen frühen Vorbildern gehörten Lester Young und Charlie Parker. „Lester tauchte zufällig zu einer Zeit auf, als Newark voller Jazz-Talente und gut bestückt mit Clubs wie dem Key Club und Sparky Js auf derselben Strecke der Halsey Street war. Er war Anfang 20, als er seinen ersten Auftritt in Lloyd’s Manor bekam, einer Bebop-Hochburg in der Beacon Street.“ Laut Barbara J. Kuklas History of Swing City: Newark Nightlife, 1925–50, war das Lloyd’s Spielstätte von drei Jazz-Modernisten, die sich gegenseitig inspirierten – James Moody, Babs Gonzales und Danford (Larue) Jordan. Von den dreien machte Jordan den größten Eindruck auf den jungen Lester.
Lester war in der Jazzszene des Bundesstaats New Jersey aktiv; erste Aufnahmen entstanden 1962, als er an einem Album des Sängers Joe Carroll beteiligt war, Man with a Happy Sound. Des Weiteren arbeitete er in den folgenden Jahren mit Musikern der Ära, wie dem Pianisten Ray Bryant und dem Gitarristen Grant Green. „Seine stärkste Nische“ fand er laut Nate Chinen bei Hammond B-3-Organisten, darunter Larry Young und Rhoda Scott. Er war auch (als Conrad Lester) auf zwei Blue-Note-Alben des Organisten Freddie Roach zu hören; auf Mo ’Greens Please (1963), werde „Lesters rhythmische Haltung und Bebop-Gelassenheit mit jeder von ihm gespielten Phrase deutlich“  Lester war auch an Roachs Blue-Note-Album All That’s Good von 1964 beteiligt.
Als sich der Soul Jazz in den 1970er Jahren zu einem eher Backbeat-orientierten Stil veränderte, spielte Lester mit dem Organisten Jimmy McGriff auf dem Album Main Squeeze für Groove Merchant; Chinen zufolge zeige dieses Album „Lester mit zwei seiner bevorzugtesten Musikpartnern, dem Gitarristen Jimmy Ponder und dem Schlagzeuger Eddie Gladden. Die Balance zwischen Stärke und Eleganz in Lesters Sound“ sei in der dort dokumentierten Version von Misty „gut eingefangen.“ Im Bereich des Jazz war Lester Tom Lord zufolge zwischen 1962 und 1974 an fünf Aufnahmesessions beteiligt. Lesters Bindung an die Newark-Szene seiner Jugend bestand fort, selbst als er Funktionen als Mentor und Veteran erfüllte. Er war Mitglied der Newark Jazz Elders, die 2002 von dem Reporter und Historiker Guy Sterling gegründet wurde.